# Harmath Imre (színművész)
Harmath Imre (Budapest, 1961. július 9. –) magyar színész.

## Élete
1979 és 1981 között a Nemzeti Színház Stúdió tagja volt. 1981-től 1983-ig Bartók Béla Konzervatórium ének szakára járt, tizenévesen jelen volt a Rock Színház alakulásánál. 1983-ban jelentkezett a Színház- és Filmművészeti Főiskolára, 1986-ban végzett operett-musical szakon. 1986 és 1991 között a Józsefvárosi Színház tagja volt. Zenés és prózai vígjátékokban játszott. 1991-től szabadfoglalkozású színész volt, 1998-tól a Budaörsi Játékszín tagja volt. 2022-től a Zenthe Ferenc Színház színésze.
Szerepelt a Vörösmarty Színházban, az Operettszínházban, az Újpesti Színházban, a Vidám Színpadon, és szabadtéri színpadokon. Az 1998-ban alakult Budaörsi Játékszín minden előadásában szerepelt. Itt évente két-három bemutatója volt. 5 kisebb film szerep után 2003-ban, 2004-ben, és 2005-ben a Szeress most! c. sorozatban Konrád Jánost – a főszereplőt – alakította. Modellként, reklámfilmszínészként, vágóként, zeneszerzőként dolgozott és 150 filmhez adta a hangját. Zongorán és gitáron is játszik. 
Felesége Vándor Éva Jászai Mari-díjas színésznő (sz. 1953). Lánya Réti-Harmath Olívia koreográfus, rendező.

## Színházi szerepek
A Színházi adattárban regisztrált bemutatóinak száma: 59; ugyanitt öt színházi felvételen is látható.
| - Jim Jacobs - Warren Casey: Grease... őrangyal - Breffort – Monnot: Irma, te édes!... Nestor - Simon: Kapj el!... Vernon Gersch - Noel Coward: Vidám kísértet... Charles - A kaktusz virága - Fábri - Gallai: Kolombusz... Talavera gyóntatóatya - Victorien Sardou: Szókimondó asszonyság... Jasmin - Paprikás csirke - A furcsa pár - Görgey Gábor: Wiener Walzer... Férfi - Görgey Gábor: Ünnepi ügyelet... Orvos - Fényes Szabolcs - Barabás Pál: Egy szoknya-egy nadrág... Sóvári Péter - Csukás István: Süsü, a sárkány... Süsü - Mary Chase: Barátom, Harvey!... Dr. Lyman Sanderson orvos - Rigócsőr király... Eldorádó - Heltai Jenő: A néma levente... Beppó - Claude Magnier: Oscar... Christian Martin | - Christopher Hampton: Hollywoodi mesék... Ödön von Horvath - Görgey Gábor: Huzatos ház... Goda János, inas - Vajda Anikó: M. Monroe, az isteni nő... Di Maggio - Hunyady Sándor: Júliusi éjszaka... Gábor - Bernard Slade: Jövőre veled ugyanitt... George - Budaörsi Passió... Kufár - Doktor úr... Cseresznyés, vidéki úr - Heltai Jenő: Az édes teher... Kékes Tamás - Georges Feydeau: Fel is út, le is út... Jeanpaul - Hyppolit, a lakáj... Tóbiás - Arisztophanész: Madarak... Szenátor - Neil Simon: A napsugár fiúk - Dario Fo: Ördög bújjék...!... Francipante - Ödön von Horvath: Mit csinál a kongresszus?... Egészségügyi tanácsos - Dobszó az éjszakában... Glubb, vendéglátóiparos |

## Filmjei

### Játékfilmek
- A 132-es terem (2008-forgatókönyvíró)
- Lepattanó (2024)

### Tévéfilmjei
- Csupajóvár (1980)
- A fekete kolostor (1986)
- Angyalbőrben (1990)
- Privát kopó (1992)
- Süsüke, a sárkánygyerek (2001)
- Szeress most! (2003–2005) – Konrád János
- Jóban Rosszban (2009) – Majoros Kálmán
- Hacktion: Újratöltve (2013) – Arnol
- Ünnepi ügyelet
- Cseppben az élet (2019) – Pozsgay Imre
- Drága örökösök (2019) –  Vallai Endre
- Barátok közt (2020) – Ray Jackson
- Hotel Margaret (2022) – Karesz
- Drága örökösök – A visszatérés (2023) – Vallai Endre

### Szinkron
- Vízi zsaruk
- Cagney és Lacey
- A bestia
- Szex és New York
- Szulejmán
- Latin pofonok
- A bolygó neve: Föld
- Odaát
- Hajrá skacok!
- A Dresden akták
- Kutyaszorítóban
- És a zenekar játszik tovább…
- Ren és Stimpy show – Ren Hoek
- Ne nézz vissza! – Babbage
- South Park - Fehér Bob